# Vocation Médecin
Vocation médecin est une émission de télévision présenté par Karine Le Marchand. Elle fut diffusée le 14 février 2013 sur M6.

## Concept
Pendant un an, les caméras de M6 ont suivi huit internes dans trois hôpitaux de Lyon : Maude, Fidy, Thomas, Thibault, Charles, Audrey, Étienne et Silvère.

## Les internes
1. Maude, 26 ans : interne aux urgences médicales. 7e année de médecine.
2. Fidy, 29 ans : interne aux urgences médicales. 10e année de médecine.
3. Thomas, 30 ans : interne en chirurgie cardiaque. 11e année  de médecine.
4. Thibault, 26 ans : interne en chirurgie orthopédique. 9e année de médecine[1].
5. Charles, 31 ans : interne en anesthésie. 11e année de médecine.
6. Audrey, 33 ans : interne en médecine générale. 8e année de médecine.
7. Étienne, 28 ans : interne en réanimation. 9e année de médecine.
8. Silvère, 26 ans : interne en médecine générale. 7e année de médecine.